# Succisa
Genre
Succisa est un genre de plantes herbacées de la famille des Dipsacaceae selon la classification classique de Cronquist (1981), de la famille des Caprifoliaceae selon la classification phylogénétique. 
En Europe on ne rencontre qu'une seule espèce :
- Succisa pratensis Moench , 1784 - la succise des prés

## Liste d'espèces
Selon Catalogue of Life (25 septembre 2017) :
- Succisa pinnatifida Lange
- Succisa pratensis Moench
- Succisa trichotocephala Baksay

Selon GRIN (25 septembre 2017) :
- Succisa pratensis Moench

Selon ITIS (25 septembre 2017) :
- Succisa pratensis Moench

Selon NCBI (25 septembre 2017) :
- Succisa pratensis

Selon The Plant List (25 septembre 2017) :
- Succisa kamerunensis Engler ex Mildbraed
- Succisa pinnatifida Lange
- Succisa pratensis Moench
- Succisa trichotocephala Baksay

Selon Tropicos (25 septembre 2017) (Attention liste brute contenant possiblement des synonymes) :
- Succisa australis (Wulfen) Rchb.
- Succisa kamerunensis Engler ex Mildbraed
- Succisa pinnatifida Lange
- Succisa praemorsa Asch.
- Succisa pratensis Moench
- Succisa trichotocephala Baksay